# Kašpar Heřman Künigel
Kašpar Heřman Künigel (také Kaspar Hermann Künigl hrabě von Ehrenburg, svobodný pán zu Warth, v němčině Kaspar Hermann Künigl von Ehrenburg zu Warth) (18. listopadu 1745, Lnáře (Schlüsselburg) – 28. dubna 1824, Praha) byl rakousko-český šlechtic, svobodný zednář a filantrop, zakladatel Pražského ústavu pro hluchoněmé, rada u apelačního soudu Českého království a autor náčrtů pro stavbu Stavovského divadla v Praze.

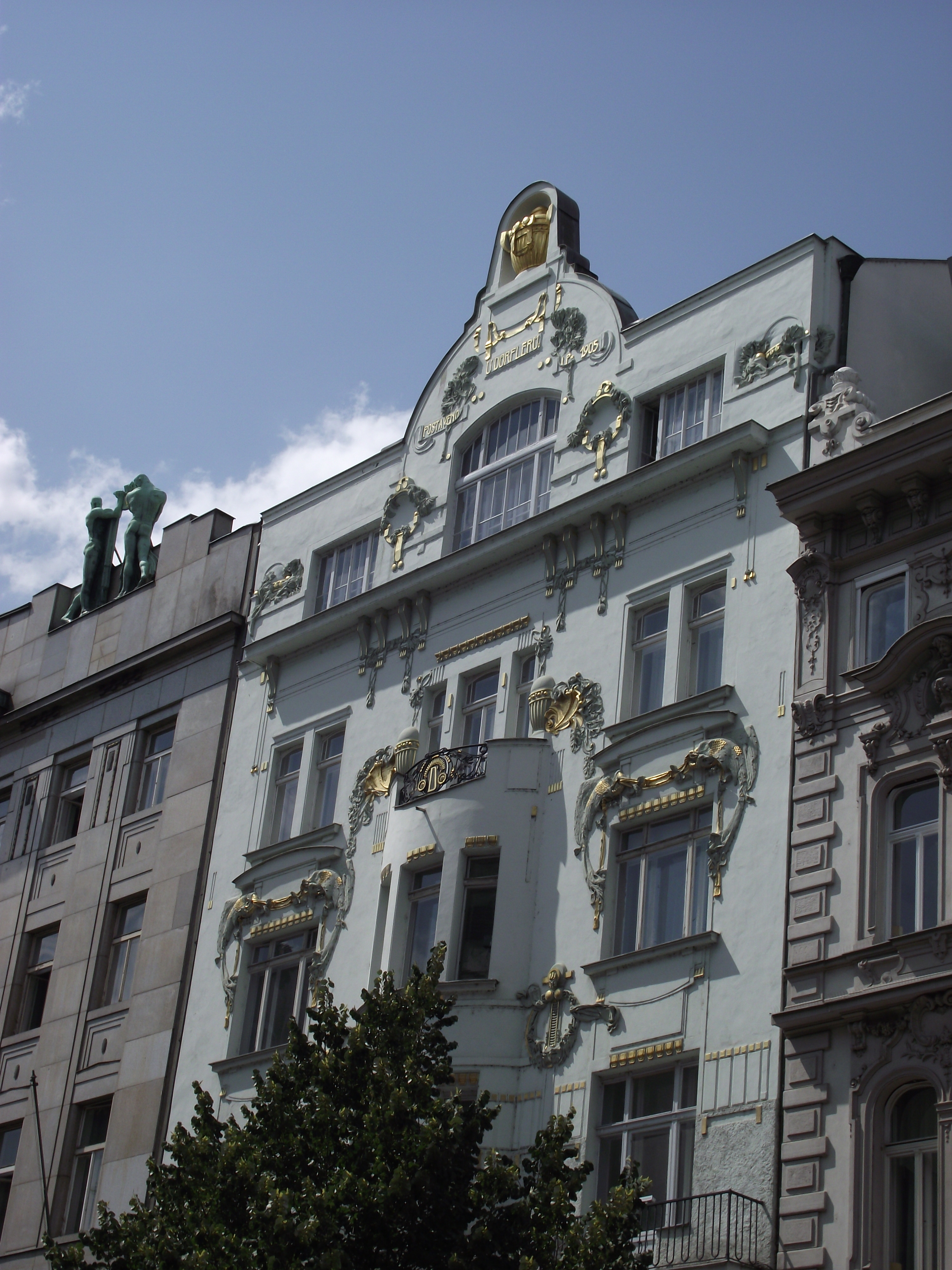
Secesní Dům U Dörflerů čp. 931/I na pražských Příkopech stojící na místě zbouraného domu Kašpara Heřmana Künigela.

## Rodina
Kašpar Heřman Künigel se narodil ve Lnářích na Prácheňsku jako nejstarší ze tří synů do šlechtické rodiny Küniglů, která přišla v roce 1712 do Čech z Tyrolska. Jeho otcem byl hrabě Šebestián František Künigl (1720–1783), hejtman Klatovského kraje, matkou byla Marie Terezie, rozená Černínová (1726–1800), dcera Jana Václava hraběte Černína z Chudenic. V roce narození Kašpara Heřmana otec rodinný zámek Lnáře s panstvím prodal rodu Sweerts-Sporcků a zakoupil zámek a panství Bezděkov u Klatov, kde dále žila celá rodina i s dalšími syny Filipem Václavem (1763–1835) a Heřmanem Petrem (1765–1852). 

## Bezděkovské panství
V Bezděkově, kde mimo jiné prožil dětství i spisovatel Svatopluk Čech, žil Kašpar Heřman Künigel se svou první manželkou Marií Theresií (manželství 1775–1799). Ve stejné době jako manželka zemřel v Bezděkově i spisovatel strašidelných románů Christian Heinrich Spiess, který byl správcem na panství svého mecenáše Künigela. Hrabě Künigel se už v roce 1801 znovu oženil. Jeho druhou manželkou se stala Sophie ovdovělá Körnerová, rozená Bauerová von Bayreuth (1750–1817), herečka z Prahy a partnerka zemřelého Christiana Heinricha Spiesse.

## Svobodné zednářství
Otec Šebestián František i syn Kašpar Heřman Künigel byli členy tzv. létající nebo putovní lóže (fr. loge volante, něm. Wanderloge) Sincerité (Upřímnost), založené v Litoměřicích a přesunuté do Klatov. Od roku 1784 až do zániku pražských lóží v roce 1794 byl Kašpar Heřman Künigel velmistrem lóže U devíti hvězd, předtím ještě velmistrem pražské lóže U tří korunovaných hvězd.

## Veřejná zakladatelská činnost
- Künigel načrtl plány uspořádání prostor Stavovského (původně Nosticova) divadla, jehož základní kámen byl položen 7. června 1781.
- Spolu s pražskými obchodníky Peterem Pradatschem, Ferdinandem Delormem[5] a Johannem Krinelem a výrobcem rukavic Georgem Ludwigem Malvierem založil sirotčinec svatého Jana Křtitele (patrona Svobodných zednářů) na Novém Městě pražském (1773). Důvodem zřízení byl hladomor v letech 1770–1772. Sirotčinec původně sídlil nedaleko kostela sv. Petra na Poříčí a měl kapacitu pro 25 dětí (6 chlapců a 19 dívek), které byly dle stanov netradičně ze 2/3 vybírány losem a z 1/3 správní radou.[6]
- V roce 1786 založil Ústav pro hluchoněmé v Praze (na dnešním Smíchově) a byl jeho prvním vrchním představeným. Šlo o první českou školu pro neslyšící, v pořadí pátou v Evropě.